# 大和郡山市営球場
大和郡山市営球場（やまとこおりやましえいきゅうじょう）は奈良県大和郡山市矢田山町の大和郡山市総合運動公園施設内にある球場である。1984年7月1日に完成。
2016年4月1日より、奈良信用金庫が年120万円・10年間の命名権を購入し、同金庫のマスコットキャラクターにちなんでならっきー球場と愛称をつけた。

## 歴史
1984年の第39回国民体育大会で野球の会場とする目的で、同年7月に完成した。
完成後、1980年代にはプロ野球のオープン戦が行われたことがある（後述）。しかし、2000年に落雷事故でスコアボードが故障し、長らくその状態のままだった。
2007年まで全国高等学校野球選手権奈良大会の試合会場として使用していた（2008年以降は奈良県内高校の出場校減少により、橿原公苑野球場のみで開催）。
2008年3月8日には茨城ゴールデンゴールズ対奈良フレンドベースボール戦が行われた。
2031年（令和13年）度に予定されている国民スポーツ大会の軟式野球会場となることから、2025年（令和7年度）にスコアボードの改修工事が実施されることとなった。

## プロ野球開催実績
| 日付          | ホームチーム     | スコア | ビジターチーム |
| ------------- | ---------------- | ------ | -------------- |
| 1986年3月18日 | 阪神タイガース   | 4 - 6  | 南海ホークス   |
| 1987年3月14日 | 南海ホークス     | 1 - 9  | 西武ライオンズ |
| 1987年3月26日 | 近鉄バファローズ | 2 - 1  | 阪神タイガース |
| 1988年3月19日 | 近鉄バファローズ | 2 - 1  | 阪神タイガース |
| 1989年3月23日 | 近鉄バファローズ | 3 - 4  | 阪神タイガース |

## 独立リーグ
2025年5月、関西独立リーグ（さわかみ関西独立リーグ）の大阪ゼロロクブルズが公式戦1試合を同年8月に開催する予定が建てられたが（対戦は堺シュライクス、当初日程から球場を変更）、その後の日程変更で白紙となった。奈良県にはかつて初代関西独立リーグの大和侍レッズがあったが、当球場での公式戦開催はなかった。

## 施設概要
- 両翼92m、中堅118m
- 照明4基（バッテリー間700ルクス　プロ野球のナイター開催に必要な照度ではないため、プロ野球1軍のナイター開催は不可能）
- 収容人員 8,310人（メインスタンド 883人、内野スタンド 2,427人、外野スタンド 5,000人 ）
  - 外野には席は無く芝生となっている。
- スコアボード 電光式

## アクセス
- 近鉄橿原線・近鉄郡山駅から奈良交通バス大和小泉駅行き（泉原町経由）に乗車、またはJR大和路線・大和小泉駅から奈良交通バス近鉄郡山駅行き（矢田山町経由）に乗車。『横山口』ないし『市営グランド前』バス停で下車し、徒歩5分である。（どちらも昼間は1時間3本運転されている）
- 公園内には駐車場もあり、自家用車でも来る事が出来る。